# Himalrandia
Himalrandia là một chi thực vật có hoa trong họ Thiến thảo (Rubiaceae).

## Loài
Chi Himalrandia gồm các loài: